# Sowerby Bridge
Sowerby Bridge is een plaats in het bestuurlijke gebied Calderdale, in het Engelse graafschap West Yorkshire. De plaats telt 9948 inwoners.